# Загориче
Заго́риче (болг. Загориче) — село в Шуменській області Болгарії. Входить до складу общини Каолиново.

## Населення
За даними перепису населення 2011 року у селі проживали 678 осіб.
Національний склад населення села:
| Національність   | Кількість осіб | Відсоток |
| ---------------- | -------------- | -------- |
| турки            | 641            | 96,8 %   |
| болгари          | 12             | 1,8 %    |
| цигани           | 8              | 1,2 %    |
| Всього відповіли | 662            |          |

Розподіл населення за віком у 2011 році:
Динаміка населення: